# Martina Borger
Martina Borger (* 1956 in Gunzenhausen) ist eine deutsche Schriftstellerin.

## Leben
Martina Borger durchlief eine Ausbildung als Produktionsassistentin in der Filmbranche. Anschließend besuchte sie die Deutsche Journalistenschule in München und war als Journalistin und Dramaturgin tätig. Von 1985 bis 1997 erarbeitete sie gemeinsam mit Maria Elisabeth Straub etwa 250 Drehbücher für die Fernsehserie Lindenstraße. Ab 2001 verfassten Straub und Borger wiederum gemeinsam mehrere Romane, für die beide 2002 mit dem Wiesbadener Frauenkrimipreis ausgezeichnet wurden. Alle ihre Romane wurden im Diogenes Verlag veröffentlicht.
Sie ist die Schwester des Journalisten Sebastian Borger und mütterlicherseits eine Nachkommin des Theologen Balthasar Crusius.
Borger lebt in München.

## Werke
Zusammen mit Maria Elisabeth Straub
- Katzenzungen. Diogenes, Zürich 2001, ISBN 3-257-06278-8.
- Kleine Schwester. Diogenes, Zürich 2002, ISBN 3-257-06317-2.
- Im Gehege. Diogenes, Zürich 2004, ISBN 3-257-06444-6.
- Sommer mit Emma. Diogenes, Zürich 2009, ISBN 978-3-257-06713-2.

Nur Martina Borger
- Lieber Luca, Zürich 2007, ISBN 3-257-06593-0.
- Wir holen alles nach, Diogenes 2020, ISBN 978-3257071306.

## Hörbuchausgaben
- Im Gehege. Hörbuch Hamburg, Hamburg 2005, 5 CDs, 342 Minuten (gekürzte Lesung), gelesen von Robert Atzorn, ISBN 3-89903-192-X.